# La Chapelle-Bayvel
La Chapelle-Bayvel è un comune francese di 321 abitanti situato nel dipartimento dell'Eure nella regione della Normandia.

## Società

### Evoluzione demografica
Abitanti censiti